# Whitney Warren
Whitney Warren (New York, 1864. – 1943.) bio je američki arhitekt. Nakon 1918. angažirao se na pokušaju da Crnogorci diplomatskim putem obnove svoje neovisnost.
Warren je bio član američke delegacije na Versajskoj mirovnoj konferenciji, gdje se inicijalno upoznao s crnogorskim pitanjem.
1924. u New Yorku postao član Međunarodnog komiteta za obranu crnogorske nezavisnosti.
Napisao je knjigu Montenegro the crime of the peace conference, New York 1922.
Ova knjiga je doživjela više izdanja. Tek 2000. je prevedena i tiskana u Crnoj Gori.
Kao arhitekt, Warren je autor ili koautor niz monumentalnih zdanja u New York City-u.